# Pánfilo de Narváez
Pánfilo de Narváez (1470-1528) foi um conquistador espanhol e soldado nas Américas. Nascido na Espanha, ele primeiro embarcou para a Jamaica em 1510 como um soldado. Ele veio para participar na conquista de Cuba e liderou uma expedição para Camagüey escoltando Bartolomé De Las Casas; que o descreveu como extremamente cruel para com os nativos.
Ele é mais lembrado como o líder de duas expedições que falharam: Em 1520 ele foi enviado para o México pelo governador de Cuba Diego Velázquez de Cuéllar, com o objetivo de parar a invasão por Hernán Cortés, que não tinha sido autorizada pelo Governador. Apesar de seus 900 homens terem superado os de Cortés por 3 a 1, Narváez foi superado e levado como prisioneiro. Depois de um par de anos em cativeiro no México ele retornou à Espanha, onde o rei Carlos V nomeou-o Adelantado com autoridade para explorar e colonizar a Flórida. Em 1527 Narváez embarcou para a Flórida com cinco navios e 600 homens, entre eles Álvar Núñez Cabeza de Vaca, que mais tarde descreveu a expedição em seu livro Naufrágios. Uma tempestade ao sul de Cuba destruiu vários dos navios; o resto da expedição continuou para a Flórida, onde os homens foram finalmente encalhados entre os nativos hostis. Os sobreviventes trabalharam seu caminho ao longo da costa do golfo dos Estados Unidos tentando chegar à província de Pánuco. Durante uma tempestade Narváez e um pequeno grupo de homens foram levados para o mar em uma jangada e não mais foram vistos. Apenas quatro homens sobreviveram a expedição Narváez.

## Nascimento e família
Pánfilo de Narváez nasceu em Castela (em Cuéllar, senão em Valladolid) em 1470. Ele era um parente de Diego Velázquez de Cuéllar, primeiro governador espanhol de Cuba. Ele era tio de Antonio Velázquez de Narváez. Bartolomé De Las Casas descreveu-o como "um homem de personalidade autoritária, altura do corpo e um pouco loira inclinado a vermelhidão".

## Jamaica e Cuba
Narváez participou da conquista espanhola da Jamaica em 1509. Em 1511 ele foi para Cuba para participar na conquista daquela ilha sob o comando de Diego Velázquez de Cuéllar. Ele liderou expedições ao extremo leste da ilha na companhia de Bartolomé De Las Casas e Juan de Grijalva. Conforme relatado por De Las Casas, que era uma testemunha ocular, Narváez presidiu o infame massacre de Caonao, onde as tropas espanholas ao fio da espada, massacraram uma aldeia cheia de índios que tinham ido encontrá-los com oferendas de alimentos. Após o massacre, perguntou Narváez a de Las Casas, "O que você acha sobre o que nossos espanhóis tinham feito?" para o que De Las Casas respondeu: "Eu enviaria você e eles ao Diabo!"
México
Em 1519, Diego Velázquez de Cuéllar, o governador de Cuba, autorizou e pagou a Hernán Cortés e seus homens para realizar uma expedição ao México. Mas tendo dúvidas sobre a lealdade de Cortés ele revoga a expedição pouco depois de embarcar. Cortés desobedeceu e prosseguiu com a expedição, planejando que acabaria por resultar na derrubada do Império Asteca. Chegando em Cuba, Narváez foi nomeado governador do México por Velázquez, que o enviou com 1,4 mil homens em 19 navios ao México para interceptar Cortés.
Narváez desembarcou em Veracruz, onde Cortés tinha deixado para trás uma pequena guarnição, ele partiu com o resto dos seus homens para a capital asteca de Tenochtitlán. A guarnição foi tocada pelo capitão Cortés Gonzalo de Sandoval, que conseguiu capturar alguns dos homens de Narváez e enviá-los para Tenochtitlan para alertar Cortés do perigo iminente. Incapaz de derrotar a guarnição Narváez foi para a cidade de Totonac Cempoala, onde ele montou um acampamento.
Quando a notícia da chegada de Cortés chegou até Narváez, este último reuniu um contingente de suas tropas, talvez apenas 250 homens, e voltou para a costa. Em 27 de maio de 1520, Cortés e seus homens se movimentavam em acampamento de Narváez em Cempoala sob a capa de uma chuva torrencial, e rapidamente assumiu o controle da artilharia e cavalos antes de entrar na cidade. Narváez tomou uma posição no principal templo da cidade de Cempoala com um contingente de mosqueteiros e besteiros. Finalmente Gonzalo de Sandoval chegou com reforços para Cortés que conseguiram deixar o principal templo em chamas, expulsando Narváez e os seus homens. Narváez foi gravemente ferido, depois de ter perdido um olho nos combates. Ele foi preso e passou dois anos como prisioneiro na guarnição de Veracruz, antes que ele foi enviado de volta para a Espanha. Seus homens, a quem havia sido prometido ouro por Cortés, juntaram-se aos conquistadores e voltaram para Tenochtitlan, onde participaram da conquista do Império Asteca.
Nesse meio tempo, a doença mortal da varíola se espalhou a partir de um transportado nas tropas de Narváez para a população nativa da Nova Espanha, matando muitos.

## Flórida
Narváez foi posteriormente nomeado Adelantado de Flórida por Charles V. Ele partiu de Sanlúcar de Barrameda em 17 de junho de 1527, com uma frota de cinco navios e 600 homens. Ainda que quisessem seguir para o oeste até a foz do Rio de las Palmas (moderna Rio Soto la Marina) no norte do México, uma combinação de corrente do Golfo e um navegador inexperiente fizeram seu curso virar para o norte. A expedição chegou na costa oeste da Flórida, em abril de 1528, enfraquecido por tempestades e deserções. Narváez desembarcou com 300 homens perto do Rio de las Palmas - no que é conhecido atualmente como o Jungle Prada Site em St. Petersburg - entre os nativos hostis.

## Marcador na Jungle Prada Site
A partir daí, sua expedição marchou para o norte através do interior da Flórida até atingir o território dos poderosos índios Apalaches. Incapaz de encontrar o ouro e outras riquezas que procurava e cansado das hostilidades com os índios, Narváez ordenou a construção de quatro jangadas para voltar ao mar a partir do interior. Ele tomou para si mesmo o comando de uma jangada com os homens mais fortes, e outra liderada por Álvar Núñez Cabeza de Vaca, o segundo em comando, que teve vários confrontos acirrados com Narvaez sobre sua estratégia. Cabeza de Vaca defendeu junto a Narváez não deixar as jangadas se separarem, mas Narváez fez isso de qualquer maneira. Narváez partiu movendo-se lentamente para o oeste com alguns homens em terra e outros na jangada. Enquanto partia e fazia a travessia do rio o vento puxou a jangada para o mar com Narváez a bordo, e ele nunca mais foi visto.
A tempestade destruiu duas das quatro balsas, e os outros dois chegaram à ilha de Galveston, onde eles foram capturados pelos índios locais. Apenas quatro dos 86 sobreviventes escaparam seu cativeiro, os outros teriam sido mortos ou morreram de fome. Estes quatro homens sobreviventes à caminhada foram Alvar Núñez Cabeza de Vaca, Andrés Dorantes de Carranza, Alonso del Castillo Maldonado e o escravo berbere Estevanico (Esteban).
Cabeza de Vaca escreveu uma narrativa intitulada Naufrágios (Castaways), na qual ele descreve a viagem diária feita por estes quatro sobreviventes a pé no sudoeste dos Estados Unidos e norte do México. A jornada demorou oito anos até a chegada em Culiacán (Sinaloa), onde encontraram um assentamento espanhol.